# Karkonoski Park Narodowy

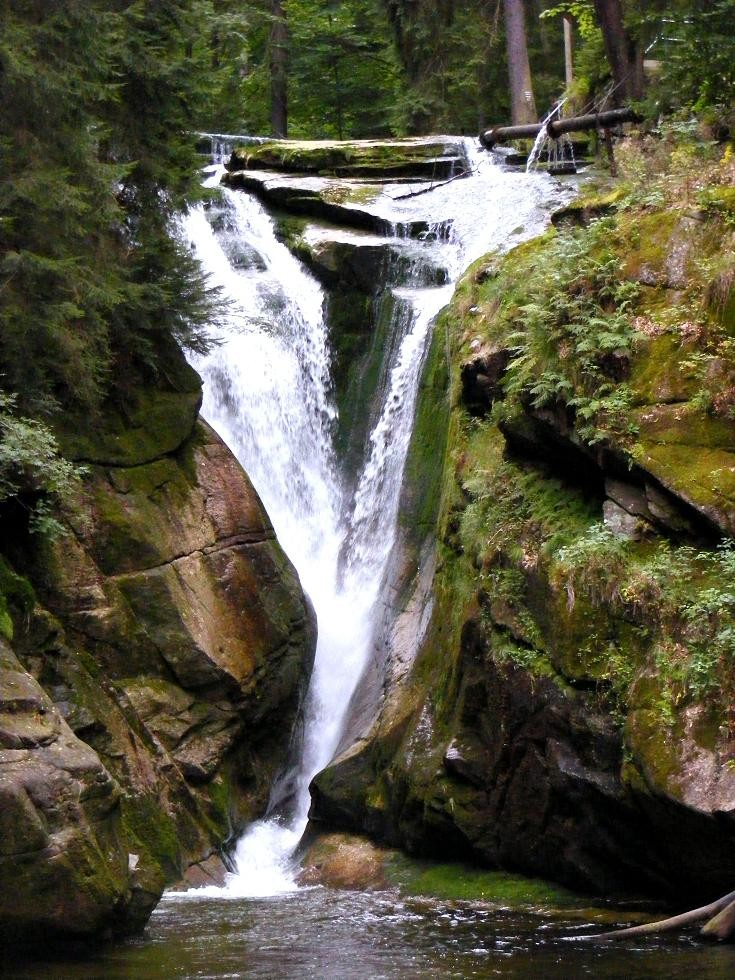
Wodospad Szklarki

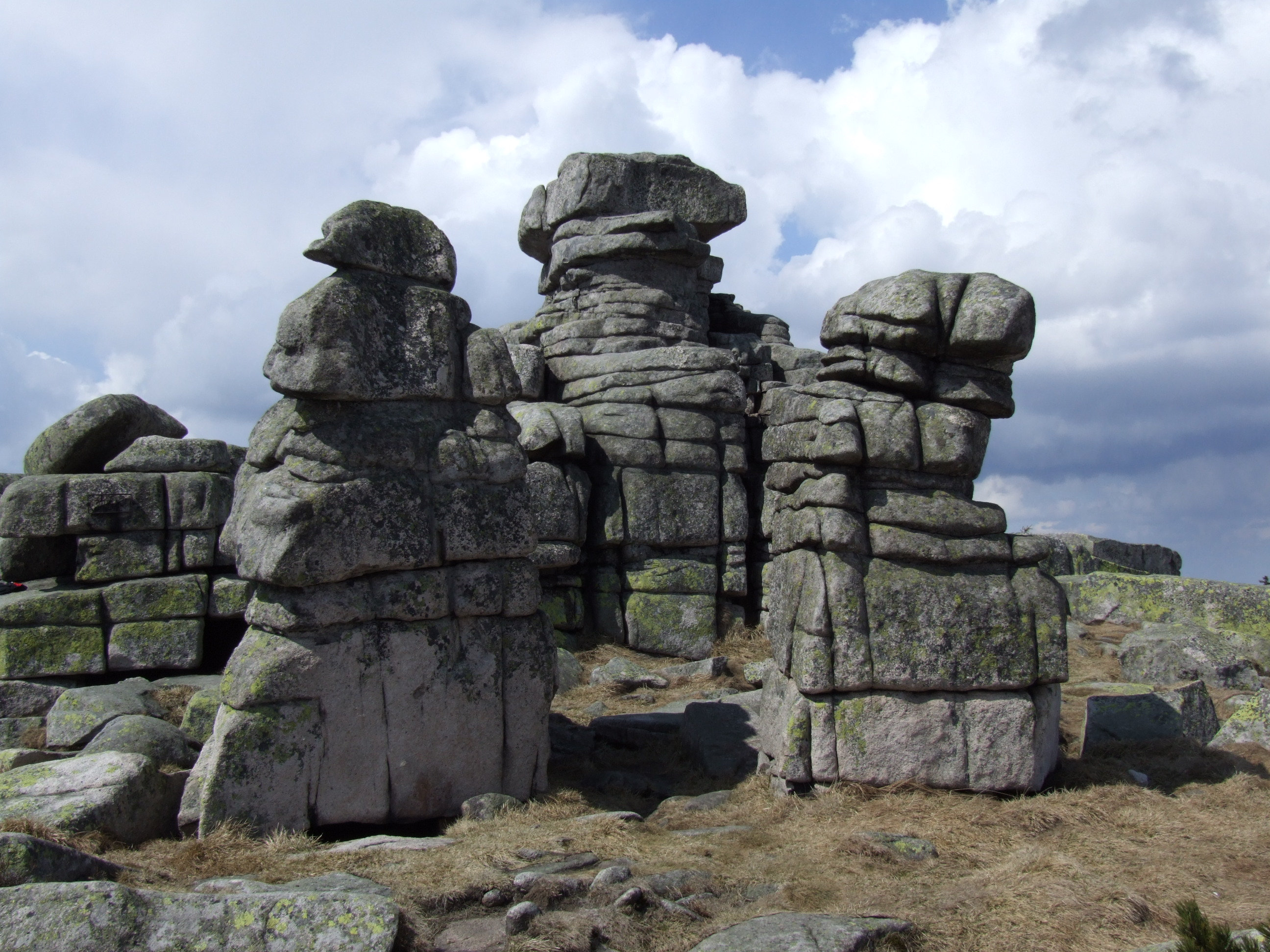
Śląskie Kamienie

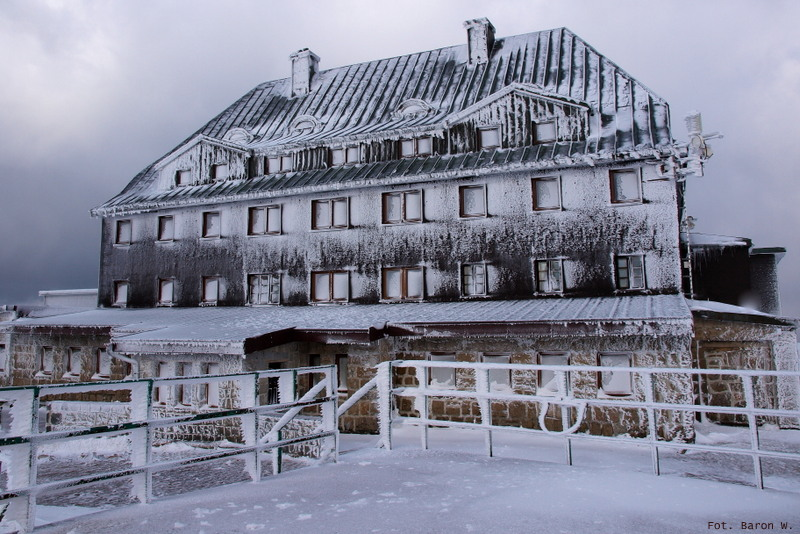
Schronisko na Szrenicy (marzec 2012)

Karkonoski Park Narodowy – park narodowy o powierzchni 5951,42 ha w województwie dolnośląskim przy granicy państwowej z Czechami, utworzony 16 stycznia 1959 roku. Powierzchnia otuliny Parku wynosi 13 093 ha.

## Historia
Przyrodnicze walory Karkonoszy, a więc ich budowa geologiczna, doskonale widoczne elementy rzeźby polodowcowej, świat roślinny i zwierzęcy sprawiły, że już w 1910 powstało w Karkonoszach stanowisko komisarza ochrony przyrody, a w 1927 powołano straż górską. W 1933 utworzono w Karkonoszach pierwsze rezerwaty przyrody obejmujące kotły polodowcowe i wiele pomników przyrody, głównie skałek.
Karkonoski Park Narodowy utworzono rozporządzeniem Rady Ministrów z dnia 16 stycznia 1959 na powierzchni 5510 ha. Szczegółowe granice parku określono zarządzeniem Ministra Leśnictwa i Przemysłu Drzewnego z dnia 2 marca 1959 r. w sprawie określenia granic Karkonoskiego Parku Narodowego i ograniczeń obowiązujących na jego terenie oraz w sprawie zarządzania Parkiem.
W 1996 zwiększono powierzchnię parku do 5578 ha.
W 1992 Karkonoski Park Narodowy wraz z czeskim Krkonošským národním parkiem stał się częścią przygranicznego Rezerwatu Biosfery UNESCO Karkonosze/Krkonoše (MAB) o powierzchni ponad 60 tys. ha.
W dniu 10 września 2010 r. w Szklarskiej Porębie podczas konferencji „Georóżnorodność Karkonoszy dla rozwoju regionu”, organizowanej przez Karkonoskie Centrum Edukacji Ekologicznej Karkonoskiego Parku Narodowego, Główny Geolog Kraju Henryk Jacek Jezierski podpisał nadanie obszarowi Karkonoskiego Parku Narodowego wraz z otuliną, statusu Geoparku Krajowego.
1 stycznia 2016 Park został powiększony o 371,11 ha i jego powierzchnia całkowita wynosi obecnie 5951,42 ha.

## Przyroda nieożywiona
W parku ochronie podlegają najcenniejsze przyrodniczo i najpiękniejsze krajobrazowo tereny: torfowiska wysokie, zarośla kosówki, gołoborza, kotły polodowcowe (np. Śnieżne Kotły) przeobrażone niekiedy w stawy, zbiorowiska traworośli, ziołorośli, borówczysk.

## Flora i fauna
W Parku występuje ponad tysiąc gatunków roślin, wśród nich są m.in. rośliny endemiczne:
- skalnica bazaltowa – podgatunek skalnicy darniowej (Saxifraga moschata subsp. basaltica)
- dzwonek karkonoski (Campanula bohemica)
- gnidosz sudecki (Pedicularis sudetica Willd.) – gatunek rośliny zielnej z rodziny zarazowatych (Orobanchaceae)

Lasy Parku wykazują zróżnicowanie pionowe. W pasach dolnym i górnym (zwanych reglami) występują przede wszystkim świerki i buki oraz w mniejszej ilości: modrzewie, jawory, lipy, jarzębiny, jodły. Wyróżnia się tu również piętro kosodrzewiny, a powyżej strefę alpejskich roślin skalnych.
Na terenie Parku występuje ok. 40 gatunków ssaków, m.in. bóbr, sarna, lis oraz 16 gatunków nietoperzy. Ciekawostką Parku jest muflon introdukowany na początku XX wieku z Korsyki.
Specyficzna jest sytuacja dużych ssaków drapieżnych, skutecznie wytępionych tu kiedyś przez lokalne społeczności. Według danych z 1997 r. wilk jako gatunek rozmnażający się na tym terenie był nieobecny do ok. 200 lat, zaś ryś i niedźwiedź od jeszcze dłuższego czasu. Na początku XXI w. sprzyjające warunki, związane m.in. z przebudową karkonoskich lasów, umożliwiły powrót rysia w 2006 r. W 2015 r. w całych Karkonoszach mogły występować 4 osobniki tego gatunku, jednak od marca 2018 r. ponownie nie jest on tu stwierdzany. Wilki zaczęły pojawiać się od 2014 r., najpierw jako pojedyncze osobniki, następnie jako pary. Od początku 3. dekady bieżącego wieku gatunek ten rozmnaża się znów w Karkonoszach.
Ponadto żyje tu 90 gatunków ptaków, między innymi włochatka, sóweczka, cietrzew, głuszec, drozd obrożny, płochacz halny.

## Turystyka
Wstęp na teren KPN jest płatny. Park posiada 112 km szlaków turystycznych pieszych, są także szlaki narciarskie, w tym 17 km nartostrad. Część szlaków pieszych udostępniono dla rowerzystów. W szczytowe partie prowadzą dwie kolejki linowe („Szrenica” i „Kopa”), zimą zaś funkcjonuje 10 wyciągów dla narciarzy.